# Bourvil
Bourvil, vlastním jménem André Robert Raimbourg, (27. července 1917, Prétot-Vicquemare, Seine-Maritime – 23. září 1970, Paříž) byl francouzský divadelní a filmový herec a zpěvák. Je známý například z komediálních filmů, na kterých spolupracoval s Louisem de Funèsem. Nejvíce ho do českého jazyka daboval herec Jiří Bruder.

## Život a kariéra
O otce přišel v první světové válce. Jako pseudonym přijal posléze jméno místa, v němž vyrůstal. Původně se vyučil pekařem, následně však začal vystupovat se svými písněmi a komickými hranými čísly. Dostal se do rozhlasu a po druhé světové válce již běžně natáčel dva i více filmů ročně.
V roce 1956 rozvinul své komediální vlohy ve filmu Napříč Paříží, v němž se setkal s Jeanem Gabinem a Funèsem. Druhému z nich dělal v dalších snímcích jakýsi klidný protipól vůči Funèsově živelnosti, například ve filmech Smolař (1965) nebo Velký flám (1966). S Gabinem se ještě setkal například při práci na filmu Bídníci (1958).
Zemřel v roce 1970 na Kahlerovu nemoc.

## Filmografie (výběr)
- 1942 : Croisières sidérales (Croisières sidérales), režie André Zwoboda
- 1950 : Miquette a její matka (Miquette et sa mère), režie Henri-Georges Clouzot
- 1951 : Muž, který prochází zdí (Le Passe-muraille), režie Jean Boyer
- 1953 : Tři mušketýři (Les Trois mousquetaires), režie André Hunebelle
- 1954 : Poisson d'avril (Poisson d'avril), režie Gilles Grangier
- 1954 : Si Versailles m'était conté (Si Versailles m'était conté), režie Sacha Guitry
- 1955 : Husaři (Les Hussards), režie Alex Joffé
- 1956 : Napříč Paříží (La Traversée de Paris), režie Claude Autant-Lara
- 1958 : Bídníci (Les Misérables), režie Jean-Paul Le Chanois
- 1958 : Un drôle de dimanche (Un drôle de dimanche), režie Marc Allégret
- 1959 : Hrbáč (Le Bossu), režie André Hunebelle
- 1959 : Le Chemin des écoliers (Le Chemin des écoliers), režie Michel Boisrond
- 1960 : Kapitán (Le Capitan), režie André Hunebelle
- 1961 : Radosti velkoměsta (Le Tracassin ou Les plaisirs de la ville), režie Alex Joffé
- 1961 : Všechno zlato světa (Tout l'or du monde), režie René Clair
- 1962 : Nejdelší den (The Longest Day), víc režisérů
- 1962 : Un clair de lune a Maubeuge (Un clair de lune a Maubeuge), režie Jean Chérasse
- 1965 : Smolař (Le Corniaud), režie Gérard Oury
- 1966 : Les Grandes gueules (Les Grandes gueules), režie Robert Enrico
- 1966 : Velký flám (La Grande vadrouille), režie Gérard Oury
- 1968 : Cvokové (Les Cracks), režie Alex Joffé
- 1968 : Velké prádlo (La Grande lessive (!)), režie Jean-Pierre Mocky
- 1969 : Na řvoucích strojích do Monte Carla (Monte Carlo or Bust), režie Ken Annakin
- 1969 : Velký šéf (Le Cerveau), režie Gérard Oury
- 1970 : Atlantský val (Le Mur de l'Atlantique), režie Marcel Camus
- 1970 : Osudový kruh (Le Cercle rouge), režie Jean-Pierre Melville